# Mikołaj I Mistyk
Mikołaj I Mistyk, gr. Νικόλαος Α΄ Μυστικός, Nikolaos I Mystikos (ur. 852, zm. w maju 925) – patriarcha Konstantynopola w latach 901–907 i 912–925.

## Życiorys
Należał do otoczenia cesarza Leona VI (886–912) i był wychowankiem patriarchy Focjusza. Przydomek „Mistyk” wiąże się z jego pierwotną funkcją urzędnika do spraw tajnych lub prawnika, pełnioną na dworze Leona przed objęciem patriarchatu. Po tym, jak zajął negatywne stanowisko wobec czwartego małżeństwa cesarza Leona, musiał ustąpić z tronu patriarchy (przywrócił mu go po śmierci Leona cesarz Aleksander). W okresie małoletności Konstantyna VII Porfirogenety stał na czele rady regencyjnej (913–920). Podczas wojny z Bułgarią zgodził się na zbyt wiele ustępstw na rzecz władcy bułgarskiego Symeona i w związku z tym został obalony, a władzę po nim przejęła matka Konstantyna, Zoe Karbonopsina. Jest autorem listów i homilii, w których znalazły odzwierciedlenie współczesne Mistykowi wydarzenia historyczne.